# Tim Biakabutuka
(en) Statistiques sur pro-football-reference
Tshimanga « Tim » Biakabutuka, né le 24 janvier 1974 à Kinshasa au Zaïre, est un joueur canadien de football américain qui évoluait au poste de running back. Il a joué six saisons dans la National Football League (NFL) pour les Panthers de la Caroline (1996 à 2001).
Né au Zaïre, il emménage avec sa famille à Montréal alors qu'il avait quatre ans. Surnommé « Touchdown Tim », il rejoint l'université du Michigan et leur équipe des Wolverines. Après une excellente saison universitaire en 1995, il est sélectionné par les Panthers de la Caroline en tant que 8e choix global lors de la draft 1996 de la NFL.
Sa carrière professionnelle est toutefois parsemée par de nombreuses blessures, n'ayant pas joué plus de 12 parties sur une saison, et il joue un total de six saisons dans la NFL, toutes jouées avec les Panthers.